# Hos Anna
Hos Anna er et dansk band bestående af  Hanne Rømer (vokal, guitar saxofon), Lotte Rømer (vokal, bas, violin), Irene Becker (piano, vokal) og Karen Mortensen (trommer).